# Musique soul
« Soul » redirige ici. Pour les autres significations, voir Soul (homonymie).
Sous-genres
Blue-eyed soul, boogaloo, northern soul, Philadelphia soul, soul blues, soul psychédélique
Genres dérivés
Broken beat, disco, funk, new jack swing, RnB contemporain
La musique soul, ou simplement soul, est une musique populaire afro-américaine apparue à la fin des années 1950 aux États-Unis et dérivée, entre autres, à la fois du gospel et du rhythm and blues. Elle est considérée par certains comme un retour du rhythm and blues aux racines dont il est issu : le gospel (musique d'église).

## Histoire
Le terme « soul » (en anglais, soul music qui signifie « musique de l'âme ») est associé à la musique noire américaine et apparaît pour la première fois dans le titre de deux albums de Ray Charles : Soul Brothers en 1958, et Soul Meeting en 1961. Le développement de la musique soul est stimulé par deux tendances principales : l'urbanisation du rhythm and blues et la sécularisation du gospel. C'est Ray Charles qui mélangea sa passion pour le gospel avec les rythmes saccadés du rhythm and blues pour donner naissance à la soul. Se retrouve donc dans la soul une partie de l’émotion sacrée mêlée à des thèmes profanes, souvent à forte connotation sexuelle. La soul plonge ses racines dans la pop, le gospel et le negro spiritual. La jeunesse noire l'a utilisée comme un mouvement contestataire pour réagir face à la communauté blanche et à l'envahissement du rock 'n' roll, qu'il soit blanc ou noir.
À la fin des années 1950, la volonté de proposer au public blanc des artistes noirs originaux conduit plusieurs labels à rechercher des versions commercialisables de la « musique noire ». Les deux labels les plus influents sont alors Stax (près de Memphis) et la Tamla Motown à Détroit. On les oppose souvent et l’on parle alors de southern soul avec Stax, plus proche des racines (soul rapide et incisive), et de northern soul, plus dansante et plus influencée par la pop avec Tamla Motown. De même, en termes de management, Motown — dont le slogan « la musique de la jeune Amérique » épouse les volontés d'émancipation de l'époque — est le premier label fondé et dirigé par un noir américain, le redoutable Berry Gordy,. À l'inverse Stax est fondé par un blanc, Jim Stewart, et nombre de ses plus fameux musiciens de studio sont blancs eux aussi (Steve Cropper, Donald « Duck » Dunn, et Tom Dowd).
La soul explose véritablement dans les années 1960. Alors que, dans un style plus classique, s'impose le son du studio Muscle Shoals de Rick Hall,, et de ses compositeurs « maison » Dan Penn et Spooner Oldham (Muscle Shoals Recording : Aretha Franklin - The Queen of Soul - , Percy Sledge, Wilson Pickett, notamment), James Brown et Curtis Mayfield introduisent des rythmes plus syncopés et donnent alors une nouvelle orientation à cette musique. C'est la création du funk, un style inséparable de la soul, qui atteindra son apogée dans les années 1970 et 1980, avec des groupes comme The JB's (les musiciens de James Brown), Sly and the Family Stone, Kool and The Gang, Earth, Wind and Fire, suivis par Bootsy Collins et George Clinton avec leurs formations déjantées (Parliament et Funkadelic) : le P-funk. Un son beaucoup plus axé sur les basses et les beats, les prémices du neo soul. En 1966, les latinos de New York inventent la latin soul, également appelée boogaloo,.
Durant les années 1970, des albums sont produits et deviennent des classiques du genre (notamment What’s Going On de Marvin Gaye et Super Fly de Curtis Mayfield), mais la soul décline dans la seconde partie de la décennie, les ventes de disques étant alors dominées par le disco. À la fin des années 1970 et au début des années 1980, de nouveaux artistes renouvellent le genre, à l'image de Michael Jackson avec Off the Wall, Rick James, Roger & Zapp, Prince et Luther Vandross. Ils popularisent définitivement la soul. Un peu plus tard, en samplant les standards des années 1960 et 1970, le rap contribuera à une nouvelle popularité de la musique soul. Certains groupes iront plus loin et fusionneront soul et rap, pour donner naissance au new jack swing, devenu hip-hop, puis enfin au neo soul dans la seconde partie des années 1990 (fusion d'instrumentations organiques mais typées hip-hop et de textes et vocalises toujours dans l'esprit soul). D'Angelo, De La Soul, Erykah Badu, Maxwell et Omar, seraient à l'origine de ce mouvement.

### Origines

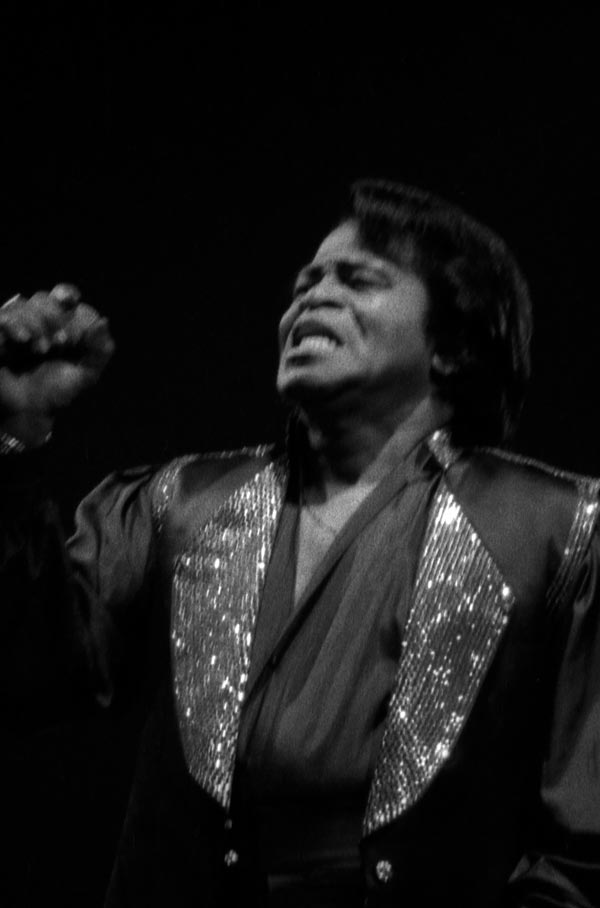
James Brown.

La soul tient ses racines du gospel traditionnel afro-américain, du rhythm and blues, et de l'hybridation de leurs styles respectifs séculaires et religieux, dans leurs contenus lyriques et instrumentaux, qui s'organise dans les années 1950. Selon le musicologue Barry Hansen « si ce contenu hybride a permis la popularisation de nombreuses chansons dans le marché du RnB des années 1950, seul l'impact a été visible chez les fans blancs les plus aventureux de l'époque ; les autres ont dû attendre la venue de la musique soul dans les années 1960 pour sentir la montée du rock and roll chanté dans le genre gospel. »
D'après AllMusic, la « musique soul est le résultat de l'urbanisation et la commercialisation du rhythm and blues dans les années 1960. » La phrase « soul music » en elle-même, désignant la musique orientée gospel aux paroles séculaires, est d'abord attestée en 1961. Le terme soul met en avant la culture et la fierté de la communauté afro-américaine. Le jazz auto-consciemment dérivé du gospel s'appellera soul jazz. Tandis que des chanteurs commencent à utiliser des éléments issus du gospel et du soul jazz dans la musique afro-américaine populaire des années 1960, le terme de « musique soul » est peu à peu utilisé pour désigner de cette musique de l'époque,.
Pendant les années 1950, des innovateurs importants tels que Clyde McPhatter, Hank Ballard, et Etta James, contribuent à l'émergence de la musique soul. Ray Charles est souvent cité pour avoir popularisé le genre soul avec des chansons à succès qui démarreront depuis son album I Got a Woman (1954). Le chanteur Bobby Womack explique que « Ray était un génie. Il a reconverti le monde à la musique soul. »
Little Richard (qui inspirera Otis Redding) et James Brown sont également des contributeurs importants du genre. Brown est connu sous le nom de « Godfather of Soul » (parrain de la soul) et Richard s'autoproclame « king of rockin' and rollin', rhythm and blues soulin' », car sa musique implique des éléments de ces trois genres qu'il cite.
Sam Cooke et Jackie Wilson sont aussi des principaux contributeurs du genre,. Cooke se popularisera en tant que chanteur dans le groupe de gospel The Soul Stirrers, avant sa reconversion controversée dans la musique séculière. Sa chanson You Send Me en 1957 propulse sa carrière dans la pop et son Bring It On Home To Me (1962) est décrit comme « la première chanson probable à définir l'expérience de la soul. » Jackie Wilson, contemporain de Cooke et James Brown, atteint le succès grâce à son titre Reet Petite (1957).

### Années 1960

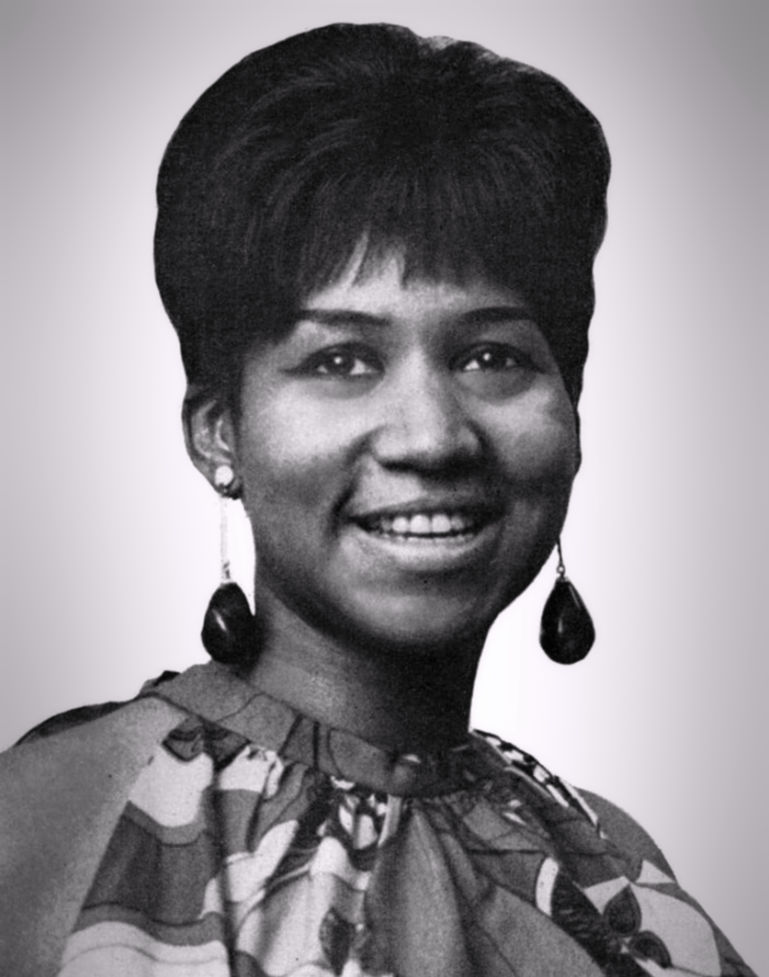
Aretha Franklin

L'écrivain Peter Guralnick est l'un des premiers à identifier Solomon Burke comme une personnalité clé dans l'émergence la musique soul, et Atlantic Records comme label discographique clé. Les premières chansons de Burke au début des années 1960, comme Cry to Me, Just Out of Reach et Down in the Valley sont considérées comme des classiques du genre. Guralnick explique que « La soul s'est lancée, dans un sens, avec le succès de Just Out Of Reach de Solomon Burke en 1961. Ray Charles, bien sûr, a déjà connu le succès (également chez Atlantic), idem pour James Brown et Sam Cooke — dans la veine de la pop. [...] ce n'est que lorsque Burke et Atlantic Records se sont associés que l'on pouvait commencer à sentir le lancement du mouvement. »
Ben E. King parvient également à atteindre le succès en 1961 avec sa chanson Stand By Me, directement basée sur du gospel. Au milieu des années 1960, le succès initial de Burke, King, et d'autres, surpasse celui des nouveaux chanteurs de soul comme ceux de Stax incluant Otis Redding et Wilson Pickett. Selon Jon Landau « entre 1962 et 1964, Redding a enregistré une série de ballades soul caractérisées par des paroles sentimentales qui implorent le pardon... Il sera ensuite surnommé « Mr. Pitiful » et se popularisera dans le domaine des ballades soul. »
La musique soul domine des classements afro-américains aux États-Unis dans les années 1960. Otis Redding atteint le succès lors du Monterey Pop Festival de 1967. Le genre se popularise en parallèle au Royaume-Uni. Différentes régions et villes américaines comme New York, Détroit, Chicago, Memphis, La Nouvelle-Orléans, Philadelphie, et Muscle Shoals, Alabama (localité des FAME Studios et Muscle Shoals Sound Studios) sont notées pour l'émergence de différents sous-genres dérivés de la soul et leurs styles d'enregistrement.
En 1968, le mouvement de la soul commence à se scinder. Des artistes comme James Brown et Sly & the Family Stone se lancent dans la funk, tandis que d'autres tels que Marvin Gaye, Stevie Wonder, Curtis Mayfield et Al Green se concentrent sur une variété d'autres genres, parfois politiquement engagés. Cependant, « même si la musique soul évolue, elle ne meurt jamais. »

## Sous-genres
Parmi les sous-genres de la soul music, on compte notamment les styles caractéristique d'une ville ou d'une région, comme ceux de Memphis, Détroit, Chicago, Philadephie, la Nouvelle-Orléans, la southern soul, etc., ou les croisements avec d'autres genres musicaux (soul blues, country soul, soul jazz, afro-soul, boogaloo, psychedelic soul, hip hop soul, neo soul, future soul). Le terme blue-eyed soul désigne la soul et le rhythm and blues interprétés par des musiciens blancs. La northern soul est un genre musical né à la fin des années 1960 au Royaume-Uni et popularisé au cours des années 1970. On parle de plastic soul, pour un style de musique pop qui emprunte des éléments de soul de façon artificielle.

### Detroit (Motown) soul
Dominée par l'empire Motown Records de Berry Gordy, la Detroit soul est très rythmée et inspirée du gospel. Le style sonore Motown inclut des claquements de mains, des lignes de basse puissantes, et des violons. AllMusic cite Motown pour avoir lancé la pop-soul, un style de soul aux paroles agressives. Ce style inclut des artistes tels que Diana Ross, les Jackson 5, Stevie Wonder, et Billy Preston. Populaire dans les années 1960, le style s'adoucit dans les années 1970 et conduit au lancement du disco.

### Deep soul et southern soul
Les termes deep soul et southern soul désignent généralement un style de soul énergique et entraînant mêlant l'énergie du R&B à un son gospel sudiste américain. Le label Stax Records développera un son distinct de ce style.

## Labels
Principaux labels spécialisés dans soul music :
- Stax Records
- Hi Records
- Motown Records
- Atlantic Records
- Philadelphia International Records